# Xavier Hutchinson
Xavier Hutchinson (Jacksonville, Florida; 1 de junio de 2000) es un jugador profesional estadounidense de fútbol americano, se desempeña en la posición de wide receiver en Houston Texans, en la National Football League (NFL).

## Carrera
Fue seleccionado en la Reunión Anual de Selección de Jugadores de la NFL de 2023. Hizo su debut profesional con el equipo Houston Texans, lleva jugando una temporada.